# The Last Waltz (album 1978)
The Last Waltz – dwupłytowy album koncertowy zespołu The Band z 1978 roku wydany przez Warner Bros. Records.
Płyta jest ścieżką dźwiękową do filmu The Last Waltz w reżyserii Martina Scorsese, dokumentującego pożegnalny koncert kanadyjskiej rockowej grupy The Band, który odbył się w San Francisco w Dniu Dziękczynienia w 1976 roku. Na koncercie, tak jak i w filmie, obok członków The Band wystąpili muzycy rockowi i bluesowi: Bob Dylan, Joni Mitchell, Neil Diamond, Van Morrison, Emmylou Harris, Ringo Starr, Neil Young, Eric Clapton, Muddy Waters, The Staple Singers, Dr. John, Bobby Charles, Ronnie Hawkins i Paul Butterfield. W 2002 roku wydano reedycję albumu pod tym samym tytułem.

## Lista utworów
Dysk 1:
| 1.  | "The Last Waltz Suite: Theme from the Last Waltz" | 3:28    |
|     |                                                   |         |
| 2.  | "Up on Cripple Creek"                             | 4:44    |
|     |                                                   |         |
| 3.  | "Who Do You Love"                                 | 4:16    |
|     |                                                   |         |
| 4.  | "Helpless"                                        | 5:47    |
|     |                                                   |         |
| 5.  | "Stage Fright"                                    | 4:25    |
|     |                                                   |         |
| 6.  | "Coyote"                                          | 5:50    |
|     |                                                   |         |
| 7.  | "Dry Your Eyes"                                   | 3:57    |
|     |                                                   |         |
| 8.  | "It Makes No Difference"                          | 6:48    |
|     |                                                   |         |
| 9.  | "Such a Night"                                    | 4:00    |
|     |                                                   |         |
| 10. | "The Night They Drove Old Dixie Down"             | 4:34    |
|     |                                                   |         |
| 11. | "Mystery Train"                                   | 4:59    |
|     |                                                   |         |
| 12. | "Mannish Boy"                                     | 6:54    |
|     |                                                   |         |
| 13. | "Further on up the Road"                          | 5:08    |
|     |                                                   |         |
|     |                                                   | 1:04:50 |
|     |                                                   |         |
Dysk 2:
| 1.  | "The Shape I'm In"                                      | 4:06    |
|     |                                                         |         |
| 2.  | "Down South in New Orleans"                             | 3:06    |
|     |                                                         |         |
| 3.  | "Ophelia"                                               | 3:53    |
|     |                                                         |         |
| 4.  | "Tura Lura Lural (That's An Irish Lullaby)"             | 4:15    |
|     |                                                         |         |
| 5.  | "Caravan"                                               | 6:02    |
|     |                                                         |         |
| 6.  | "Life Is a Carnival"                                    | 4:32    |
|     |                                                         |         |
| 7.  | "Baby, Let Me Follow You Down"                          | 3:00    |
|     |                                                         |         |
| 8.  | "I Don't Believe You (She Acts Like We Never Have Met)" | 3:23    |
|     |                                                         |         |
| 9.  | "Forever Young"                                         | 4:42    |
|     |                                                         |         |
| 10. | "Baby, Let Me Follow You Down"                          | 2:46    |
|     |                                                         |         |
| 11. | "I Shall Be Released"                                   | 6:22    |
|     |                                                         |         |
| 12. | "The Last Waltz Suite: The Well"                        | 3:27    |
|     |                                                         |         |
| 13. | "The Last Waltz Suite: Evangeline"                      | 3:17    |
|     |                                                         |         |
| 14. | "The Last Waltz Suite: Out of the Blue"                 | 3:03    |
|     |                                                         |         |
| 15. | "The Last Waltz Suite: The Weight"                      | 4:38    |
|     |                                                         |         |
| 16. | "The Last Waltz Suite: The Last Waltz Refrain"          | 1:28    |
|     |                                                         |         |
| 17. | "The Last Waltz Suite: Theme from The Last Waltz"       | 3:22    |
|     |                                                         |         |
|     |                                                         | 1:05:22 |
|     |                                                         |         |
Utwory "The Last Waltz Suite: Theme from the Last Waltz" i "Baby, Let Me Follow You Down" zostały wykonane dwukrotnie.

## Wykonawcy

### The Band
- Rick Danko – gitara basowa, skrzypce, wokal
- Levon Helm – bębny, mandolina, wokal
- Garth Hudson – organy, akordeon, syntezator
- Richard Manuel – fortepian, bęby, organy, clavinet, instrumenty klawiszowe, gitara, wokal
- Robbie Robertson – gitara, fortepian, wokal

### Sekcja dęta
- Rich Cooper – trąbka, skrzydłówka
- James Gordon – flet, saksofon tenorowy, klarnet
- Jerry Hey – trąbka, skrzydłówka
- Howard Johnson – tuba, saksofon barytonowy, skrzydłówka, klarnet basowy
- Charlie Keagle – klarnet, flet, saksofon altowy, saksofon tenorowy, saksofon sopranowy
- Tom Malone – puzon, eufonium, flet altowy, puzon basowy
- Larry Packer – skrzypce elektryczne
- Henry Glover, Howard Johnson, Garth Hudson, Tom Malone, John Simon, Allen Toussaint – aranżacja instrumentów dętych

### Goście
- Paul Butterfield – harmonijka, wokal (dysk 1: ścieżki: 11, 12)
- Bobby Charles – wokal (dysk 2: ścieżka: 2)
- Eric Clapton – gitara, wokal (dysk 1: ścieżka: 13)
- Neil Diamond – gitara, wokal (dysk 1: ścieżka: 7)
- Dr. John – fortepian, gitara, kongi, wokal (dysk 1: ścieżka: 9, dysk 2: ścieżka: 2)
- Bob Dylan – gitara, wokal (dysk 2: ścieżki: 7-11)
- Emmylou Harris – gitara, wokal (dysk 2: ścieżka: 13)
- Ronnie Hawkins – wokal (dysk 1: ścieżka: 3)
- Alison Hormel – harmonijka
- Bob Margolin – gitara (dysk 1: ścieżka: 12)
- Joni Mitchell – gitara, wokal (dysk 1: ścieżki: 4, 6)
- Van Morrison – wokal (dysk 2: ścieżki: 4, 5)
- Pinetop Perkins – fortepian (dysk 1: ścieżka: 12)
- Dennis St. John – bębny (dysk 1: ścieżka: 7)
- John Simon – fortepian
- Cleotha Staples – harmonijka (dysk 2: ścieżka: 15)
- Mavis Staples – wokal (dysk 2: ścieżka: 15)
- Roebuck "Pops" Staples – gitara, wokal (dysk 2: ścieżka: 15)
- Yvonne Staples – harmonijka (dysk 2: ścieżka: 15)
- Ringo Starr – bębny
- Muddy Waters – wokal (dysk 1: ścieżka: 12)
- Ron Wood – gitara
- Neil Young – gitara, harmonijka, wokal (dysk 1: ścieżka: 4)